# Altolamprologus fasciatus
 Altolamprologus fasciatus  (Syn.: Lamprologus fasciatus, Neolamprologus fasciatus) ist ein im Tanganjikasee endemischer Buntbarsch. Im Süden ist er häufig, im Norden selten und an der Küste von Burundi fehlt die Art.

## Beschreibung
Altolamprologus fasciatus wird 14 bis 15 cm lang und hat einen zylinderförmigen, langgestreckten Körper. Die Grundfärbung ist sandgelb bis elfenbeinfarben. Auf den Körperseiten zeigen sich etwa neun bräunliche Querbänder, die auch gegabelt sein können. Männchen und Weibchen sind äußerlich nicht zu unterscheiden. Die Iris ist türkisblau gefärbt. In Anpassung an den Nahrungserwerb in engen Felsspalten ist das zugespitzte Maul schmal und die Fische können ihre Augen „schielend“ nach vorn verdrehen um ihre Beute genau orten zu können.

## Lebensweise
Altolamprologus fasciatus lebt im Flachwasser des Tanganjikasees in Tiefen von zwei bis fünf Metern am Geröll- und Felslitoral. Die Fische ernähren sich vor allem von kleinen Garnelen und jungen Buntbarschen. Sie sind Substratlaicher, die über sandigen Gründen oft auch in leeren Schneckengehäusen ablaichen.